# Abu Aamir Muhammad ibn Abdullah ibn Abi Aamir, al-Hajib al-Mansur

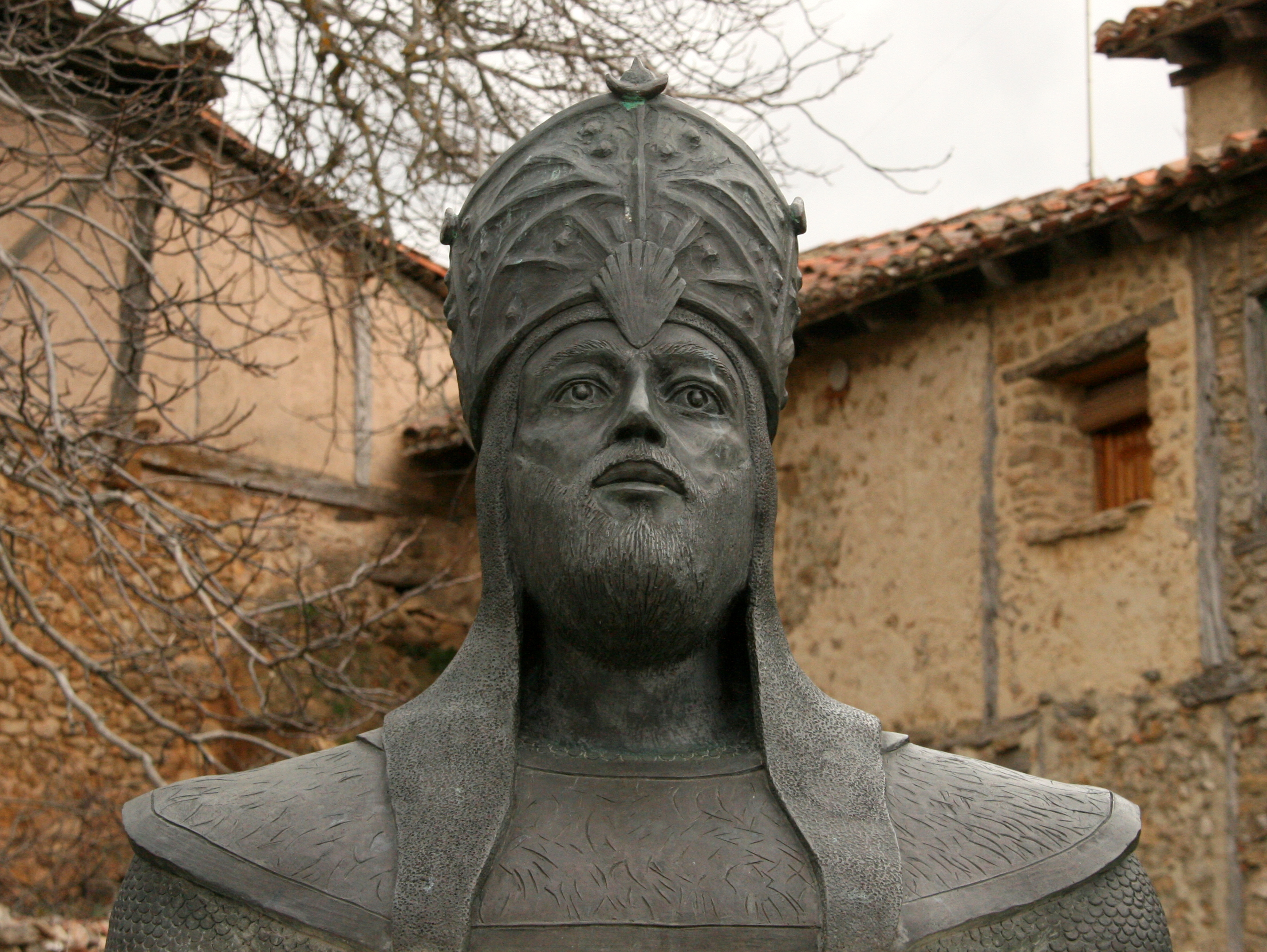
Standbeeld van Almanzor te Calatañazor

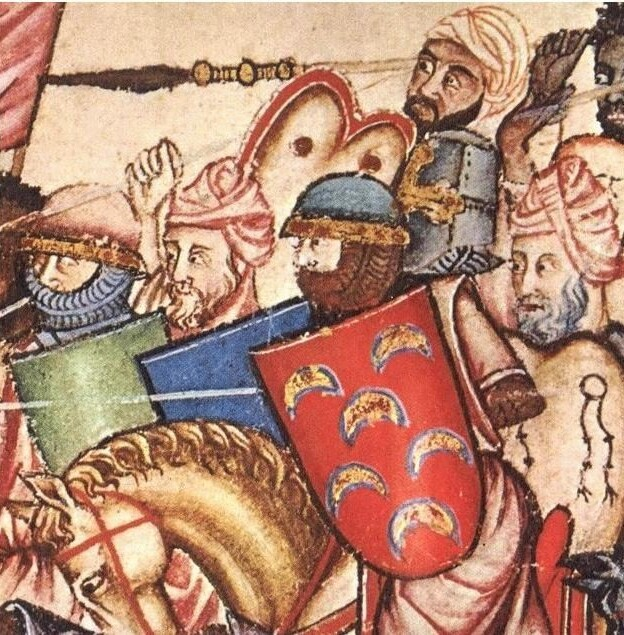
Het leger van Almanzor

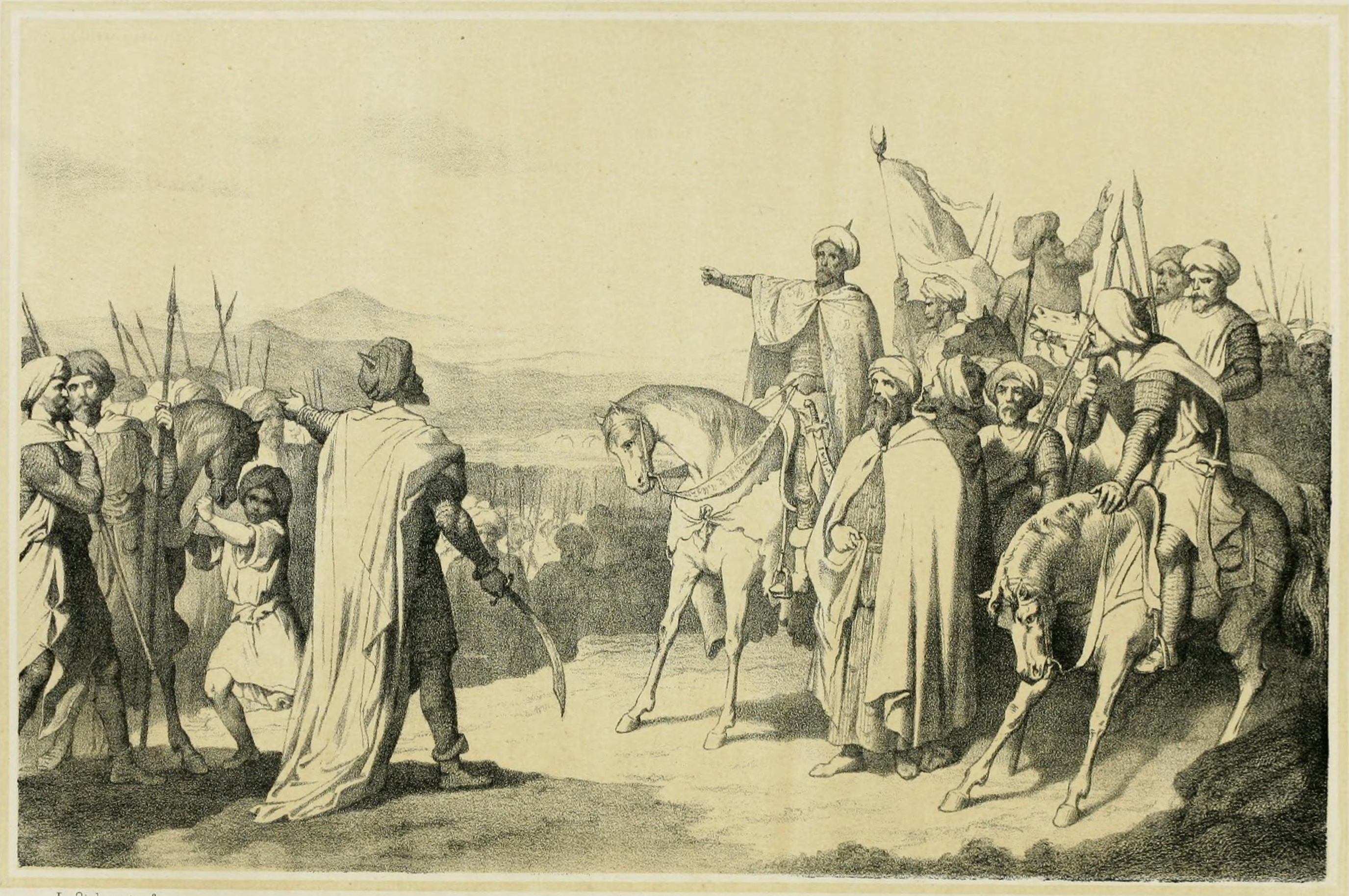
1860, Mohammed-Ebn-Abi-Amer Almanzor in Madrid (uit Historia de la Villa y Corte Madrid)

De veldtochten van Almanzor

Abu Aamir Muhammad ibn Abdullah ibn Abi Aamir, al-Hajib al-Mansur bi-llah (Arabisch: أبو عامر محمد بن عبد الله بن أبي عامر الحاجب المنصور) (Algeciras, 938 – Medinaceli, 8 augustus 1002) ook bekend als Almanzor (een Spaanse verbastering van al-Mansoer), was de vizier en op zijn hoogtepunt feitelijke heerser over Al-Andalus, een groot deel van het huidige Portugal en Spanje.

## Afkomst
Volgens de overlevering stamde Almanzor af van de Jemeniet Abd al-Malik al-Maafiri, die in het leger van Tariq ibn Zijad deelgenomen had aan de verovering van het Iberisch Schiereiland in 711. Hij behoorde tot een familie van rechtsgeleerden en trok naar het hof van Córdoba om er recht en literatuur te studeren. Hij ging werken als griffier bij het hof van Córdoba waar hij het vertrouwen won van de koningin van Córoba, Sobya of Ṣubḥ (Arabisch: صبح). Zij was intelligent en een goed analist en haar man, Kalief al-Hakam II, die zich veel bezighield met de wetenschap, liet na enige tijd het bestuurlijke deel van het regeren naast zijn vizier Yafar al-Mushaffi ook aan haar over. Voor dit werk benoemde ze Almanzor als haar secretaris. Na de plotselinge dood van haar man, regeerde koningin Ṣubḥ het kalifaat gedurende de minderjarigheid van haar zoon Hisham II, met Almanzor aan haar rechterhand.

## Machtsstrijd
Na de dood van kalief al-Hakam II (1 oktober 976) verijdelde Almanzor een plan om een zoon van Abd al-Rahman III (Abu-I-Mutarrif al-Muguira) tot kalief uit te roepen door op 8 oktober Hisham II, de 11-jarige zoon van al-Hakam II, als kalief naar voren te schuiven onder regentschap van zijn moeder Subh, wier minnaar hij werd. Twee jaar later werd Almanzor Vizier (hajib).
Niets stond zijn alleenheerschappij nog in de weg. Hij kreeg de theologen en rechtsgeleerden van Córdoba op zijn hand toen hij bevel gaf de profane boeken uit de rijke bibliotheek van al-Hakam II te verbranden. Hij wist tevens de macht van de Arabische aristocratie te beknotten en de jonge kalief Hisham II in zijn paleis op te sluiten en van de buitenwereld af te zonderen, onder het voorwendsel hem een vrome en verheven opvoeding te geven. Vanaf 979 begon hij met de bouw van zijn eigen paleis en nieuw bestuurlijk centrum Medina Alzahira waar hij zich in 981 vestigde. Dit nieuwe centrum moest gaan dienen als tegenhanger, c.q. concurrent, van Medina Azahara waar hij de jonge kalief had opgesloten. Op 15 februari 1009 werd Medina Alzahira door de bevolking van Cordoba aangevallen en in de loop der tijd vernietigd.
In 981 versloeg hij in de slag bij Torrevicente zijn rivaal en schoonvader Ghalib al-Nasiri. Bij zijn terugkomst te Córdoba nam hij als titel al-Mansur bi-llah aan: overwinnaar door God.

## Expansie
Almanzor organiseerde 57 veldtochten tegen Christelijke vorstendommen in Spanje. Hij zette daartoe Berberse huurlingen in. Daar waar zijn voorganger Kalief al-Hakam II vrede stichtte en de economie en wetenschap tot bloei bracht, vocht Almanzor tegen het Koninkrijk León en het Koninkrijk Castilië. In 985 plunderde hij Barcelona, in 988 León en in 997 Santiago de Compostela in het Koninkrijk Galicië. Veel inwoners kwamen daarbij om het leven of vluchtten. Hij nam de klokken van de kathedraal mee om als lantarens te dienen voor de Grote moskee van Cordoba. Hij liet zijn generaals wel de tombe van Sint Jakob beschermen.
Almanzor bevocht het Koninkrijk Navarra en versloeg het Castiliaans leger in de slag bij Cervera.
De Christelijke vorsten sloten in 1000 een bondgenootschap tegen hem.
In 1002 sneuvelde hij in de slag bij Medinaceli.

## Reconquista
Zijn zoon Abd al-Malik al-Muzaffar volgde hem op als hajib en regeerde tot zijn dood in 1008 over al-Andalus.
Daarna volgde Abd al-Rahman Sanchuelo zijn halfbroer op, maar deze wilde ook de kalief Hisham II afzetten, wat in 1009 tot een burgeroorlog leidde (Fitna de al-Ándalus) die de inleiding was tot de ondergang van het kalifaat in 1031. Het kalifaat viel toen uiteen in 27 koninkrijken (taifa's). De christelijke vorsten begonnen toen aan een langdurige militaire herovering, in het Spaans "Reconquista", waarbij ze de taifa's een voor een versloegen.